# داروین نونیز
داروین گابریل نونیز ریبیرو (اسپانیایی: Darwin Gabriel Núñez Ribeiro‎؛ زادهٔ ۲۴ ژوئن ۱۹۹۹)  بازیکن فوتبال اروگوئه است که برای باشگاه فوتبال الهلال عربستان بازی می‌کند.
نونیز از آکادمی جوانان پنیارول آمد و در سال ۲۰۱۷ به تیم اصلی راه یافت. در اوت ۲۰۱۹، او با رکوردشکنی مبلغ نقل و انتقالاتی تیم آلمریا به این تیم که در سگوندا دیویسیون حضور داشت، پیوست. در سال ۲۰۲۰ تیم بنفیکا، با شکستن رکورد نقل و انتقالاتی خود، نونیز را با مبلغ ۲۴ میلیون یورو به خدمت گرفت؛ گران‌ترین خرید تاریخ فوتبال پرتغال. او جایزه بولا د پراتا را به عنوان بهترین گلزن لیگ پرتغال با به ثمر رساندن ۲۶ گل در ۲۸ بازی کسب کرد؛ او در تیم فصل لیگ برتر پرتغال قرار گرفت و جایزه بهترین بازیکن فصل لیگ برتر فوتبال پرتغال را کسب کرد. در سال ۲۰۲۲، لیورپول او را با مبلغ ۷۵ میلیون یورو به خدمت گرفت. او در نخستین بازی خود برای لیورپول موفق به گلزنی و قهرمانی در جام خیریه انگلستان ۲۰۲۲ شد.
بعد از حضور در رده‌های مختلف پایه برای اروگوئه، نونیز برای اولین بار در اکتبر ۲۰۱۹ به تیم ملی فوتبال اروگوئه در ردهٔ بزرگسالان دعوت شد. او در اولین بازی ملی خود مقابل پرو گلزنی کرد. نونیز پس از غیبت در کوپا آمریکا ۲۰۲۱ به دلیل مصدومیت، در جام جهانی ۲۰۲۲ برای تیم ملی فوتبال اروگوئه به میدان رفت.

## عملکرد باشگاهی

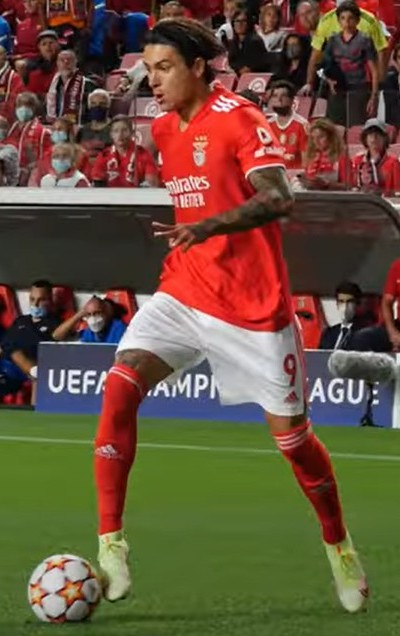
داروین نونیز با پیراهن بنفیکا

او سابقه بازی برای پنیارول در لیگ دسته اول فوتبال اروگوئه، آلمریا در سگوندا دیویسیون و بنفیکا در لیگ برتر پرتغال را دارد.
داروین نونیز در ۱ ژوئیه ۲۰۲۲ به باشگاه فوتبال لیورپول پیوست. انتقالی با ارزش ۱۰۰ میلیون یورو که نونیز را تبدیل به گرانترین خرید تاریخ لیورپول تبدیل می‌کند. وی فصل اول خود را به صورت ناموفق برای لیورپول انجام داد که موجب شد او بیشتر اوقات روی نیمکت لیورپول بود.
داروین اولین بازی رسمی خود برای باشگاه فوتبال لیورپول مقابل منچستر سیتی انجام داد و موفق به زدن یک گل شد.

## آمار باشگاهی
تا تاریخ ۲ مارس  ۲۰۲۴
| باشگاه        | فصل           | لیگ              | لیگ  | لیگ | جام حذفی | جام حذفی | جام لیگ | جام لیگ | قاره‌ای | قاره‌ای | دیگر | دیگر | مجموع | مجموع |
| باشگاه        | فصل           | دسته             | بازی | گل  | بازی     | گل       | بازی    | گل      | بازی   | گل     | بازی | گل   | بازی  | گل    |
| ------------- | ------------- | ---------------- | ---- | --- | -------- | -------- | ------- | ------- | ------ | ------ | ---- | ---- | ----- | ----- |
| پنیارول       | ۲۰۱۷          | لیگ برتر اروگوئه | ۱    | ۰   | ۰        | ۰        | –       | –       | ۰      | ۰      | ۰    | ۰    | ۱     | ۰     |
| پنیارول       | ۲۰۱۸          | لیگ برتر اروگوئه | ۱۰   | ۶   | ۰        | ۰        | –       | –       | ۲      | ۱      | ۱    | ۰    | ۱۳    | ۶     |
| پنیارول       | ۲۰۱۹          | لیگ برتر اروگوئه | ۳    | ۳   | ۰        | ۰        | –       | –       | ۵      | ۳      | ۰    | ۰    | ۸     | ۳     |
| مجموع پنیارول | مجموع پنیارول | مجموع پنیارول    | ۱۴   | ۹   | ۰        | ۰        | –       | –       | ۷      | ۵      | ۱    | ۰    | ۲۲    | ۱۴    |
| آلمریا        | ۲۰۱۹–۲۰       | سگوندا دیویسیون  | ۳۰   | ۱۹  | ۰        | ۰        | –       | –       | –      | –      | ۲    | ۰    | ۳۲    | ۱۹    |
| مجموع آلمریا  | مجموع آلمریا  | مجموع آلمریا     | ۳۰   | ۱۹  | ۰        | ۰        | –       | –       | –      | –      | ۲    | ۰    | ۳۲    | ۱۹    |
| بنفیکا        | ۲۰۲۰–۲۱       | پریمیرا لیگا     | ۲۹   | ۱۶  | ۴        | ۳        | ۲       | ۰       | ۸      | ۵      | ۱    | ۰    | ۴۴    | ۲۴    |
| بنفیکا        | ۲۰۲۱–۲۲       | پریمیرا لیگا     | ۲۸   | ۲۶  | ۲        | ۳        | ۱       | ۲       | ۱۰     | ۶      | _    | _    | ۴۱    | ۳۷    |
| مجموع بنفیکا  | مجموع بنفیکا  | مجموع بنفیکا     | ۵۷   | ۴۲  | ۶        | ۶        | ۳       | ۲       | ۱۸     | ۱۱     | ۱    | ۰    | ۸۵    | ۶۱    |
| لیورپول       | ۲۰۲۲–۲۳       | لیگ جزیره        | ۲۹   | ۹   | ۲        | ۱        | ۲       | ۰       | ۸      | ۴      | ۱    | ۱    | ۴۲    | ۱۵    |
| لیورپول       | ۲۰۲۳–۲۴       | لیگ جزیره        | ۳۶   | ۱۱  | ۰        | ۰        | ۳       | ۱       | ۶      | ۲      | –    | –    | ۳۴    | ۱۴    |
| مجموع لیورپول | مجموع لیورپول | مجموع لیورپول    | ۶۵   | ۲۰  | ۲        | ۱        | ۵       | ۱       | ۱۴     | ۶      | ۱    | ۱    | ۷۶    | ۲۸    |
| مجموع آمار    | مجموع آمار    | مجموع آمار       | ۱۶۶  | ۷۱  | ۸        | ۴        | ۸       | ۳       | ۳۹     | ۱۷     | ۵    | ۱    | ۲۱۵   | ۹۶    |

## افتخارات

### باشگاهی
پنیارول
- لیگ دسته اول فوتبال اروگوئه(۲): ۲۰۱۷، ۲۰۱۸

لیورپول
- لیگ برتر فوتبال انگلستان(۱): ۲۵–۲۰۲۴
- جام اتحادیه فوتبال انگلستان(۱): ۲۰۲۴
- سوپر جام فوتبال انگلستان (۱): ۲۰۲۲

### شخصی
- آقای گل لیگ برتر فوتبال پرتغال: ۲۲–۲۰۲۱ (۲۶ گل)[۲]
- بهترین بازیکن سال لیگ برتر فوتبال پرتغال: ۲۲–۲۰۲۱

## آمار ملی

### بازی‌های ملی
تا تاریخ ۲۱ نوامبر ۲۰۲۳
| اروگوئه | اروگوئه | اروگوئه | اروگوئه |
| سال     | بازی    | گل      | پاس گل  |
| ------- | ------- | ------- | ------- |
| ۲۰۱۹    | ۱       | ۱       | ۰       |
| ۲۰۲۰    | ۳       | ۱       | ۰       |
| ۲۰۲۱    | ۲       | ۰       | ۰       |
| ۲۰۲۲    | ۱۰      | ۱       | ۰       |
| ۲۰۲۳    | ۶       | ۵       | ۳       |
| مجموع   | ۲۲      | ۸       | ۳       |

### گل‌های ملی
| شماره | تاریخ           | میزبان      | بازی ملی | حریف     | نتیجه | رقابت                  |
| ----- | --------------- | ----------- | -------- | -------- | ----- | ---------------------- |
| ۱     | ۱۶ اکتبر ۲۰۱۹   | لیما        | ۱        | پرو      | ۱–۱   | دوستانه                |
| ۲     | ۱۳ نوامبر ۲۰۲۰  | بارانکیا    | ۳        | کلمبیا   | ۳–۰   | مقدماتی جام جهانی ۲۰۲۲ |
| ۳     | ۲۷ سپتامبر ۲۰۲۲ | لیما        | ۱۳       | کانادا   | ۲–۰   | دوستانه                |
| ۴     | ۱۲ اکتبر ۲۰۲۳   | بارانکیا    | ۱۹       | کلمبیا   | ۲–۲   | مقدماتی جام جهانی ۲۰۲۶ |
| ۵     | ۱۷ اکتبر ۲۰۲۳   | مونته ویدئو | ۲۰       | برزیل    | ۲–۰   | مقدماتی جام جهانی ۲۰۲۶ |
| ۶     | ۱۶ نوامبر ۲۰۲۳  | بوئنوس آیرس | ۲۱       | آرژانتین | ۲–۰   | مقدماتی جام جهانی ۲۰۲۶ |
| ۷     | ۲۱ نوامبر ۲۰۲۳  | مونته ویدئو | ۲۲       | بولیوی   | ۳–۰   | مقدماتی جام جهانی ۲۰۲۶ |
| ۸     | ۲۱ نوامبر ۲۰۲۳  | مونته ویدئو | ۲۲       | بولیوی   | ۳–۰   | مقدماتی جام جهانی ۲۰۲۶ |

## عملکرد ملی

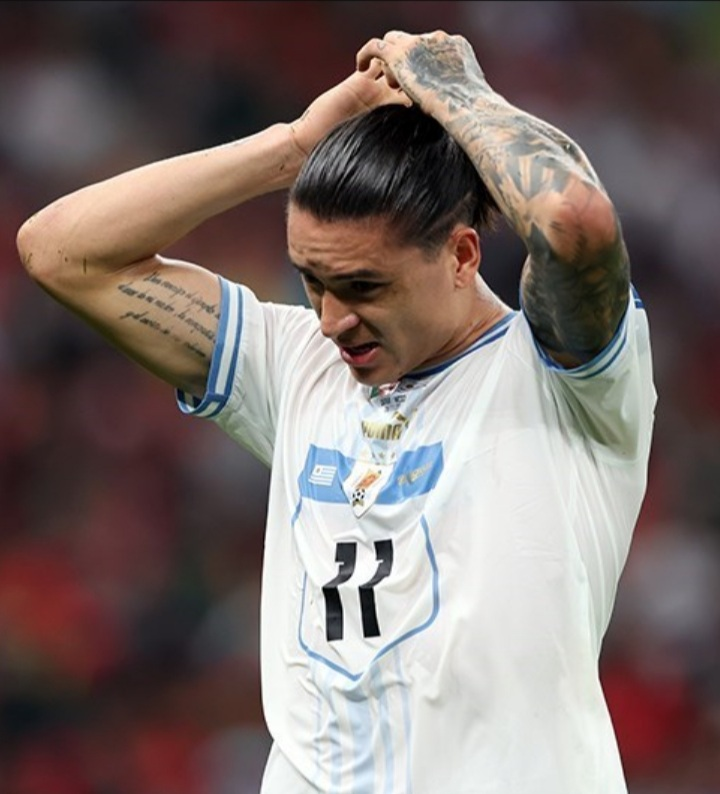
نونیز با لباس تیم ملی اروگوئه در جام جهانی ۲۰۲۲، قطر

نونیز سابقه بازی برای تیم‌های ملی زیر ۲۰ سال اروگوئه و زیر ۲۳ سال اروگوئه را دارد.
نونیز در سپتامبر ۲۰۱۹ برای بازی‌های دوستانه مقابل آمریکا و کاستاریکا به تیم ملی دعوت شد.
اولین بازی ملی خود را در ۱۶ اکتبر ۲۰۱۹ مقابل تیم ملی فوتبال پرو انجام داد و موفق به گلزنی شد، در پایان بازی با نتیجه ۱ بر ۱ به پایان رسید.
در ژوئن ۲۰۲۱ او در فهرست نهایی ۲۶ نفره برای حضور در کوپا آمریکا ۲۰۲۱ قرار گرفت. اما به دلیل آسیب دیدگی پای راست این مسابقات را از دست داد.